# Familia Alain

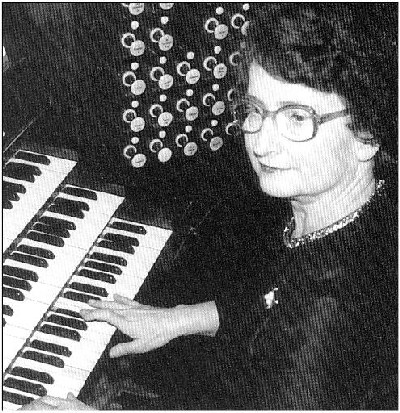
Marie-Claire en 1975.

La familia Alain fue una serie de descendientes compuesto por una gran cantidad de célebre de músicos franceses, de los cuales, los hermanos Marie-Claire y Jehan fueron los más transgresores, siendo además los continuadores de la escuela francesa de órgano.

Vengo de una familia de músicos, e interpretábamos a Bach prácticamente todas las noches, tocando en el órgano, cantando cantatas... ¡Bach era casi una enfermedad en la familia!.
Marie-Claire Alain.

## Historia

### Orígenes

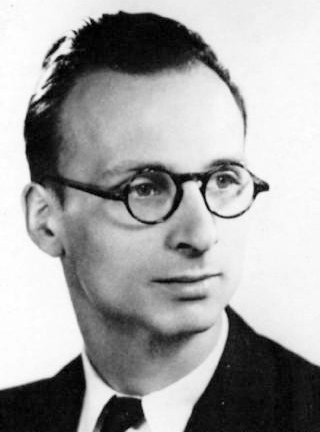
Jehan Alain en 1938.

Alice Alberty fue una excelente pianista. Su hijo, Albert Alain era un compositor y un aficionado constructor de órganos, alumno de Guilmant y Fauré. Albert Alain se casó con Magdeleine Alberty en 1910, fruto de ese matrimonio engendro cuatro hijos: Jehan, Marie-Odile, Olivier y Marie-Claire.
Olivier Alain fue un importante musicólogo, ayudó y escribió críticas en los álbumes de su hermana Marie-Claire.
Marie-Odile fue una soprano y pianista prometedora, pero falleció siendo muy joven en 1937 en un accidente de montaña.

### Jehan Alain
Jehan Alain comenzó a muy temprana edad a tocar el órgano de la mano de su padre Albert Alain, compositor y organista. Una vez en el Conservatorio Nacional Superior de París, fue alumno entre otros de Caussade, Dukas, Roger-Ducasse y Marcel Dupré, donde consiguió numerosos premios.
Estaba casado con Madeleine Payan.
De 1929 a 1939 compuso obras para órgano muy personales, páginas para piano, misas y motetes. Algunas de sus obras más famosas son Litanies (1937) y Trois Danses (1940).
Movilizado a comienzos de la Segunda Guerra Mundial, murió en acción de guerra cerca de Saumur a los 29 años.

### Marie-Claire Alain
A los once años de edad Marie-Claire Geneviève -nacida en Saint-Germain-en-Laye, Francia, 10 de agosto de 1926- comenzó ayudando a su padre Albert en el órgano de la iglesia de Saint-Germain, y le sucedió allí después de su muerte en 1971. En un principio no estaba segura de ser organista, ya que todos en su familia lo eran, y le pareció aburrido en un primer momento. Incluso se inclinó por el clavicordio inicialmente, existe una grabación de Alain interpretando el instrumento, sin embargo terminó teniendo afinidad por el órgano.
Marie-Claire tuvo una muy fructífera carrera discográfica en el mundo de la música clásica, a menudo es considerada la organista de mayor éxito. Llegó a editar doscientos setenta álbumes de música de órgano, de los cuales vendieron cuatro millones de copias, incluyendo dos discos de oro. Registro toda la música de órgano de Johann Sebastian Bach en tres oportunidades. Era famosa por poder interpretar largas piezas sin necesidad de partituras. Llegó a brindar 2500 conciertos alrededor del mundo.